# Madcon
Madcon (skrót od Mad Conspiracy) – norweski zespół muzyczny tworzący muzykę hip-hopową założony w 1992 roku przez Tshawę Baqwę oraz Yosefa Wolde-Mariama.

## Członkowie
Yosef Wolde-Mariam (ur. 4 sierpnia 1978) jest norweskim prezenterem telewizyjnym i raperem znanym także pod pseudonimem Critical. Urodził się w Norwegii jako syn rodziców mających przodków z Etiopii i Erytrei, dorastał w Grefsen. W 2012 roku został jednym z jurorów programu The Voice – Norges beste stemme będącego norweską wersją formatu The Voice.
Tshawe Baqwa (ur. 6 stycznia 1980) jest norweskim prezenterem telewizyjnym i raperem znanym także pod pseudonimam Kapricon. Urodził się w Niemczech, jego rodzice pochodzili z Republiki Południowej Afryki. Jako sześciomiesięczne dziecko przeprowadził się z rodzicami do Oslo, a jako czternastolatek powrócił z nimi do RPA. W celu rozpoczęcia kariery muzycznej powrócił do Norwegii. W 2007 roku wygrał trzecią edycję programu Skal vi danse będącego norweską wersją formatu Dancing with the Stars.

## Historia zespołu
W 2000 roku duet wydał swój pierwszy wspólny singiel – „God Forgive Me”. Dwa lata później zyskali rozpoznawalność w kraju po wydaniu singla „Barcelona” nagranego we współpracy z hip-hopowym duetem Paperboys. W 2004 roku ukazał się debiutancki album studyjny Madcon zatytułowany It’s All a Madcon, za który otrzymali m.in. nagrodę Spellemannprisen w kategorii Najlepszy album Hip-hop/R&B. 

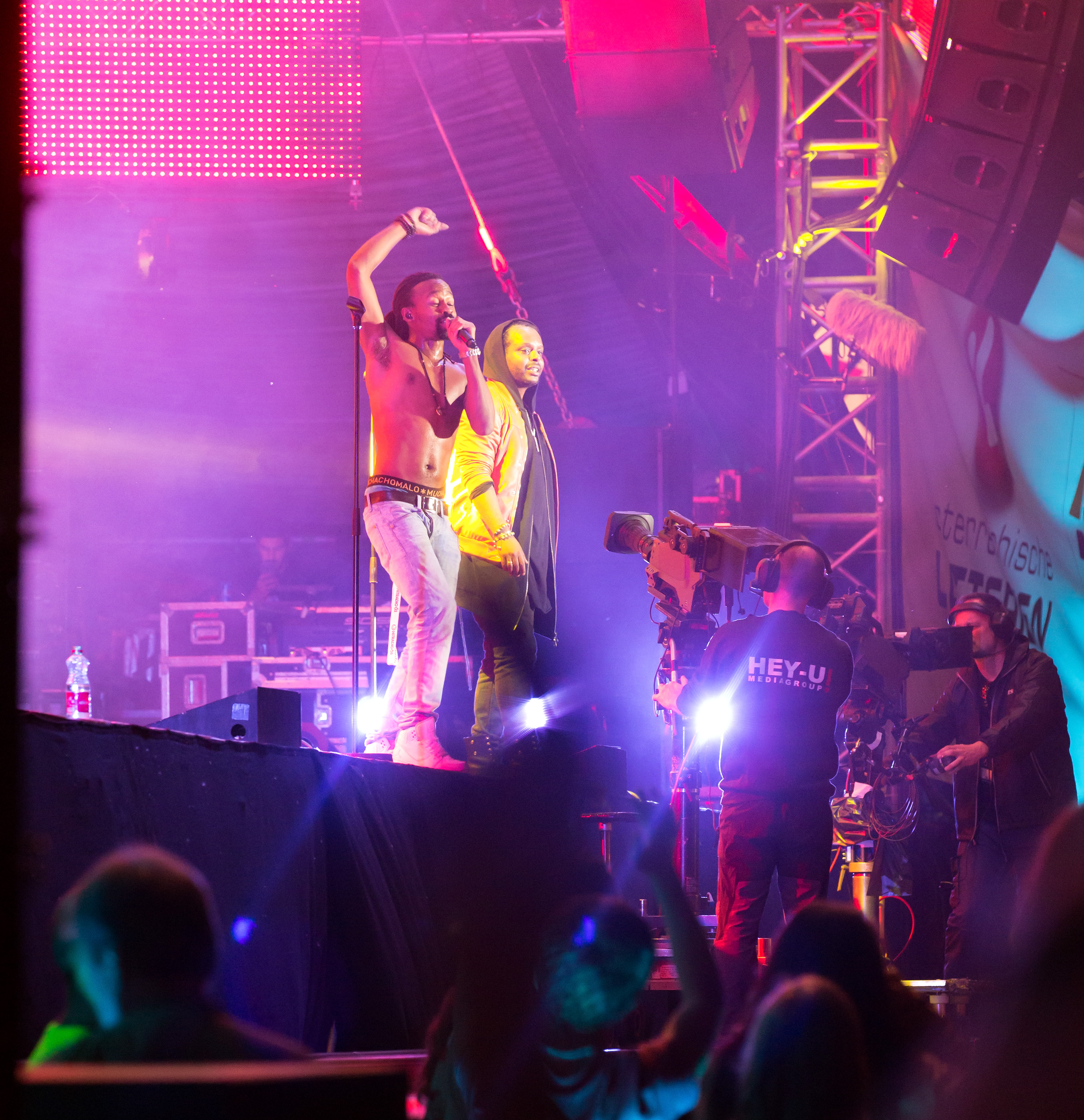
Madcon podczas występu na festiwalu Donauinselfest w Wiedniu w 2015 roku

W grudniu 2007 roku premierę miała ich druga płyta studyjna zatytułowana So Dark the Con of Man, która zadebiutowała na trzecim miejscu krajowej listy najczęściej kupowanych albumów. Płyta promowana była m.in. przez singiel „Beggin’” będący coverem piosenki grupy The Four Seasons o tym samym tytule z 1967 roku. Utwór zadebiutował na pierwszym miejscu listy przebojów we Francji oraz dotarł na szczyt notowania m.in. w Norwegii, Holandii i Belgii.
W 2008 roku duet został wyróżniony Światową Nagrodą Muzyczną w kategorii „najlepiej sprzedający się norweski wykonawca”. W tym samym roku muzycy poprowadzili program rozrywkowy Kan du Teksten? będący norweską wersją formatu Don’t Forget the Lyrics! (w Polsce znanym jako Tak to leciało!). Na początku grudnia wydali swój trzeci album studyjny zatytułowany An InCONvenient Truth. W kolejnym roku ukazała się ich pierwsza płyta kompilacyjna pt. Conquest, na której znalazły się najpopularniejsze utwory w ich dorobku.
W maju 2010 roku duet wystąpił jako gość muzyczny w finale 55. Konkursu Piosenki Eurowizji organizowanego w Oslo. Muzycy zaprezentowali wówczas flash mob do swojego nowego singla „Glow” zapowiadającego ich nową płytę studyjną zatytułowaną Contraband z grudnia tego samego roku. Album promowany był również m.in. przez singiel „Freaky Like Me”, który dotarł do pierwszego miejsca norweskiej listy przebojów. W 2011 roku muzycy wystąpili podczas koncertu Eska Music Awards 2011 organizowanego w Katowicach, gdzie otrzymali nagrodę w kategorii „zagraniczny zespół roku”.
W czerwcu 2012 roku premierę miała ich piąta płyta studyjna zatytułowana Contakt, zaś jesienią 2013 roku ukazał się ich szósty album pt. Icon.
W 2015 roku opublikowali swój nowy singiel „Don’t Worry”, który nagrali we współpracy z amerykańskim piosenkarzem Rayem Daltonem. W Polsce nagranie uzyskało status platynowej płyty.

## Dyskografia
- It’s All a Madcon (2004)
- So Dark the Con of Man (2007)
- An InCONvenient Truth (2008)
- Contraband (2010)
- Contakt (2012)
- Icon (2013)

## Nagrody i wyróżnienia
| Rok  | Kategoria         | Tytułem                | Nagroda          | Nota      | Źródło |
| ---- | ----------------- | ---------------------- | ---------------- | --------- | ------ |
| 2002 | Årets låt         | Barcelona              | Spellemannprisen | Nominacja | [ 25 ] |
| 2004 | Årets nykommer    | It’s All a Madcon      | Spellemannprisen | Nominacja | [ 25 ] |
| 2004 | Hip-hop/R'N'B     | It’s All a Madcon      | Spellemannprisen | Laur      | [ 25 ] |
| 2007 | Årets hit         | Beggin                 | Spellemannprisen | Laur      | [ 25 ] |
| 2007 | Hip-hop           | So Dark the Con of Man | Spellemannprisen | Laur      | [ 25 ] |
| 2008 | Årets musikkvideo | Liar                   | Spellemannprisen | Laur      | [ 25 ] |
| 2008 | Årets eskportpris | Madcon                 | Spellemannprisen | Laur      | [ 25 ] |
| 2008 | Hip-hop           | An InCONvenient Truth  | Spellemannprisen | Nominacja | [ 25 ] |
| 2010 | Årets hit         | Glow                   | Spellemannprisen | Laur      | [ 25 ] |
| 2010 | Popgruppe         | Contraband             | Spellemannprisen | Nominacja | [ 25 ] |